# 神嶌ありさ
神嶌 ありさ（かみしま ありさ、1981年3月22日 - ）は、日本の女優、タレント。舞台芸術学院ミュージカル部本科卒業。熊本県出身。血液型B型。
2007年8月までタスクオフィスに所属していたが、現在はフリーランス。

## 作品（出演、脚本）

### 舞台
2002年
- ミュージカル 『SNOWS』

2004年
- 演劇ユニットCOOL*FLOWER 『DOLL／如月小春』

2007年
- ハイブリッド・アミューズメント・ショウ bpm 『ネバーランド☆A GO!GO!』
- 劇団コラソン 『トペ・コンヒーロー』

2009年
- 笑劇ヤマト魂 『Heavens〜夜と夜と音楽〜』
- 笑劇ヤマト魂 『ヤマト版 仮名手本忠臣蔵』

2010年
- GAIA_crew 『Sky Gazer』
- 笑劇ヤマト魂 『ヤマト版 夏の夜の夢』
- Ultimate Games 『Primal+』
- 天幕旅団 『エメラルドの都〜sentimental happy days〜』

2011年
- 桜ジュリエッタ 『熱闘!! 飛龍小学校☆パワード』
- 天幕旅団 『天幕版 東海道四谷怪談』

### Vシネマ
- 実録怪談 死念 （2005年、日本メディアサプライ）- 脚本、出演
- メイドな涼chan （2006年、レイフル）- 出演
- ポリスな涼chan （2006年、レイフル）- 脚本、出演
- ナースな涼chan （2006年、レイフル）- 出演
- スイートマーセナリーズ ブルーラベンダー （2006年、禅ピクチャーズ）- 主演
- スイートマーセナリーズ レッドダリア （2006年、禅ピクチャーズ）- 主演
- ファミリーソルジャー　-Aoi- （2006年、禅ピクチャーズ）- 出演
- ファミリーソルジャー　-Midori- （2006年、禅ピクチャーズ）- 出演
- 女戦闘員物語NEXT 〜潜入〜 （2007年、禅ピクチャーズ）- 出演
- 女戦闘員物語NEXT 〜脱出〜 （2007年、禅ピクチャーズ）- 出演
- 宿命のサバト 前奏曲〜プレリュード〜 （2007年、禅ピクチャーズ）- 出演
- 宿命のサバト 円舞曲〜ワルツ〜 （2007年、禅ピクチャーズ）- 出演

### テレビ番組
- ヴァンパイアホスト第6話 （テレビ東京）

### 新聞
- 日刊ゲンダイ（関東版のみ） パチスロ特集掲載（2週）

### その他
- ドラマCD 『黒萌 メイド科』- 脚本
- 『カルトスクーター2 リザレクション ビッグスクーターサミットvol.3』- レポーター